# Vladas Mironas
Vladas Mironas (Rokiškis, 22 giugno 1880 – Vladimir, 18 febbraio 1953) è stato un presbitero e politico lituano.
È stato Primo ministro della Lituania dal marzo 1938 al marzo 1939.
Negli anni '40 è stato arrestato per ben tre volte dalla NKVD Sovietica. Morì nel 1953 nell'Oblast' di Vladimir, dove si trovava imprigionato dal 1947.